# Neuropsychiatria
Neuropsychiatria - dziedzina medycyny, stanowiąca wspólną część psychiatrii i neurologii. W ramach neuropsychiatrii, zaburzenia funkcji psychicznych i nieprawidłowości zachowań odnoszone są do struktur i czynności ośrodkowego układu nerwowego. 
Do czasu wyodrębnienia się psychiatrii z neurologii, co formalnie nastąpiło w roku 1950, termin neuropsychiatria był bliskoznaczny z samą psychiatrią. Współcześnie, neuropsychiatria rozwija się w dużym stopniu niezależnie, wykorzystując zdobycze neurobiologii, psychiatrii biologicznej, neuropsychologii i neurologii behawioralnej. W wielu krajach, np. w USA i Niemczech, istnieją podspecjalizacje lekarskie z zakresu neuropsychiatrii.